# 2020年鐵路
此條目列出2020年發生有關鐵路運輸的事件。

由於本年發生2019冠狀病毒病疫情，部分地區客運量大幅下滑，大量鐵路需要暫停營運。

## 事件

### 1月
- 1月3日：東京地下鐵銀座線澀谷站新月台啟用。
- 1月3日：臺灣鐵路成追線複線化[1]。
- 1月8日：蘭中城際鐵路福利區站啟用。
- 1月10日：路易斯港輕軌通車。
- 1月10日：長株潭城際鐵路由長沙西站延長至烏山站。
- 1月20日：石家莊地鐵3號線延長。
- 1月31日：新加坡地鐵湯申－東海岸線通車，來往兀蘭北至兀蘭南[2]。
- 1月31日：台北捷運環狀線通車。

### 2月
- 2月1日：巴塞隆拿地鐵10號線南段延長。
- 2月7日：海得拉巴地鐵綠線通車。
- 2月13日：加爾各答地鐵2號線通車。
- 2月13日：大不里士地鐵1號線延長。
- 2月14日：港鐵屯馬綫一期大圍站至啟德站通車，原有的馬鞍山綫併入屯馬綫一期[3]。
- 2月15日：曼谷地鐵藍線全線通車。
- 2月15日：維多利亞輕軌延長。
- 2月22日：富山地方鐵道與富山輕軌將合併成同一間公司。
- 2月29日：盧森堡實施國內公共交通免費乘搭，包括盧森堡國家鐵路二等座[4]。
- 2月29日：波爾多輕軌D線延長。

### 3月
- 3月14日：常磐線自東日本大地震以後首次全線恢復通車。[5]山手線和京濱東北線共用的高輪Gateway站，以及東海道線的御廚站啟用。J村站升格為常設站，還有予讚線南伊予站啟用。[6]
- 3月17日：柏林地鐵55號線為準備併入5號線暫時停運。
- 3月21日：富山港線和富山軌道線合併，開始直通運行。
- 3月22日：曼徹斯特輕鐵特拉福德公園線（英语：Trafford Park Line）通車。
- 3月27日：莫斯科地鐵內克拉索夫卡線由科西諾站延長至列福爾托沃站。
- 3月28日：哥本哈根地鐵4號線通車。
- 3月28日：京義線臨津江至文山間延伸段啟用。

### 4月
- 4月1日：氣仙沼線和大船渡線永久以巴士快速交通行駛。
- 4月3日：悉尼輕軌L3線延長。
- 4月4日：華沙地鐵2號線延長。
- 4月17日：札沼線北海道醫療大學站以北路段暫停廢線，並於5月7日廢除。[7]
- 4月23日：杭州地鐵5號線及16號線通車。
- 4月29日：瀋陽地鐵10號線通車。

### 5月
- 5月1日：天水有軌電車通車。
- 5月25日：成昆铁路红江、大湾子、师庄、新江4个车站因乌东德水库蓄水而被撤销[8]。
- 5月26日：南京地铁S1号线、S7号线、S9号线开行大站快车；S1号线和S7号线不再贯通运行。
- 5月30日：寧波軌道交通2號線由清水浦站延長至聪园路站。

### 6月
- 6月1日：JR澀谷站的埼京線與湘南新宿線共用的月台北移，北神急行電鐵的路段編入神戶市營地下鐵。
- 6月5日：曼谷集體運輸系統素坤逸線延長。
- 6月6日：東京地下鐵日比谷線虎之門之丘站啟用。
- 6月13日：舊金山灣區捷運系統由暖泉／南費利蒙站（英语：Warm Springs/South Fremont station）延長至貝里埃薩／北聖何塞站。
- 6月28日：商杭客运专线合肥至湖州站啟用[9]，长沙地铁3号线、5号线开通[10]。
- 6月30日：北京市郊铁路城市副中心线西延、通密线及其支线开通[11][12]，赤喀高速铁路开通运营[13][14]，格庫鐵路延長。
- 6月30日：格但斯克有軌電車延長。

### 7月
- 7月1日：廣州市廣州黃埔有軌電車1號線通車、滬蘇通鐵路通車。
- 7月7日：雅典地鐵3號線延長。
- 7月8日：安六城際鐵路通車。
- 7月12日：飯田橋站移動月台。
- 7月18日：牟岐線牟岐站至海部站暫時停運，預備交由阿佐海岸鐵道營運。

### 8月
- 8月8日：河南線第一階段通車，與首爾地鐵5號線直通運行。
- 8月16日：開羅地鐵3號線延長。
- 8月18日：珠機城軌珠海站到珠海長隆站段開通，深圳地鐵6號線及10號線通車。
- 8月26日：石家莊地鐵2號線通車。
- 8月29日：斯特拉斯堡有軌電車F線延長。
- 8月29日：喀山有軌電車5號線延長。
- 8月29日：塔什干地鐵尤努薩巴特線延長，次日環狀線通車。
- 8月31日：法蘭西島有軌電車4號線延長，圖盧茲有軌電車1號線延長。

### 9月
- 9月7日：科契地鐵延長。
- 9月12日：盆唐線接通水仁線，水仁·盆唐線開通，水原站至烏耳島站開業。
- 9月12日：瓜達拉哈拉輕軌3號線通車。
- 9月15日：布加勒斯特地鐵5號線通車。
- 9月21日：丹佛N線（英语：N Line (RTD)）通車[15]。
- 9月23日：昆明地鐵4號線通車，6號線延長段通车。
- 9月25日：阳大铁路阳泉北至阳泉东段通车。
- 9月27日：衢宁铁路通车。宁波轨道交通3号线鄞奉段后通段（明辉路站至金海路站）通车。成都地铁18号线通车。
- 9月30日：北京市郊铁路怀柔－密云线延长至北京北站并实现电气化。
- 9月30日：秩父鐵道三尻線熊谷貨物總站至三尻站區間廢線 [16]

### 10月
- 10月1日：呼和浩特地鐵2號線通車。
- 10月3日：維也納路面電車O線延長。
- 10月4日：奧斯陸有軌電車13/18號線延長。
- 10月5日：加爾各答地鐵2號線延長。
- 10月10日：三亞有軌電車延長。
- 10月15日：紐倫堡地鐵3號線延長。
- 10月25日：拉合爾地鐵橙線通車。
- 10月26日：柏林勃蘭登堡機場鐵路車站啟用。
- 10月28日：深圳地鐵2號線東延、3號線南延、4號線北延、8號線一期通車，無錫地鐵3號線通車。
- 10月28日：伊斯坦堡地鐵7號線通車。
- 10月31日：東武鐵道東上線加設南寄居站。

### 11月
- 11月1日：牟岐線牟岐站至海部站編入阿佐海岸鐵道。
- 11月2日：一列鹿特丹地鐵列車於De Akkers站出軌，被魚尾雕像支撐列車，列車司機自行逃生。
- 11月7日：明斯克地鐵綠盧加線通車。
- 11月12日：大井川鐵道大井川本線加設門出站。
- 11月15日：淡海輕軌藍海線第一階段通車。
- 11月16日：台中捷運綠線開始免費試乘。不過5天後的21日即因為車廂連結器軸心斷裂暫停營運，原訂12月19日正式通車因而也推遲至今。
- 11月19日：卡拉奇環狀鐵路（英语：Karachi Circular Railway）恢復部分路段營運。
- 11月23日：南寧地鐵2號線延長段及4號線通車。
- 11月26日：廣州地鐵8號線北延。
- 11月28日：高松琴平電氣鐵道琴平線加設伏石站。
- 11月28日：徐州地鐵2號線通车运营。
- 11月30日：广清城际（花都站-清城站）、广州东环城际（花都站-白云机场北站）开通[17][18]。

### 12月
- 12月1日：京张城际铁路延庆支线和延庆站北站房启用[19]，北京市郊铁路S2线八达岭至延庆段恢复运营[20]。
- 12月4日：柏林地鐵5號線與55號線貫通。
- 12月7日：拉各斯伊巴丹鐵路通車。
- 12月9日：格库铁路新疆段开通。
- 12月11日：连镇客运专线淮安东至镇江（丹徒）段开通[21]。
- 12月12日：太焦高速铁路开通[22]。
- 12月12日：仁川地鐵1號線松島月光慶典公園站啟用。
- 12月14日：巴黎地鐵14號線北延。
- 12月16日：曼谷旅客捷運金線通車，素坤逸線北延。
- 12月18日：成都地鐵6號線、8號線、9號線、17號線通車，18號線延長，超過深圳地鐵成為中國地鐵總里程第四名。
- 12月20日：南迴線鐵路電氣化工程潮州至枋寮段完工，3日後全線完工。至此臺鐵所有幹線鐵路皆已電氣化。
- 12月22日：合安九客運專線通車。
- 12月23日：寧波軌道交通4號線通車。
- 12月24日：青島地鐵1號線及8號線通車。
- 12月26日：太原轨道交通2号线开通，上海軌道交通10號線二期及18號線通車，南昌地鐵3號線通車，鄭州地鐵3號線、4號線通車，合肥軌道交通5號線通車。银西高速铁路吴忠至西安北段[23]、福平铁路[24]、仙桃城际线通车[25]。
- 12月26日：塔什干地鐵齊蘭扎爾線延長。
- 12月27日：福州地鐵1號線延長。京雄城际铁路大兴机场至雄安段通车[26]。
- 12月28日：西安地鐵5號線、6號線、9號線通車，廣州黃埔有軌電車1號線延長。
- 12月30日：大临铁路通车[27]。杭州地鐵1號線延長至蕭山國際機場站，6號線及7號線通車[28]。
- 12月31日：北京地鐵16號線南延至甘家口站，房山線北延至東管頭南站，北京亦庄新城现代有轨电车T1线开通试运营[29]，重慶軌道交通1號線東延及6號線延長。
- 12月31日：莫斯科地鐵內克拉索夫卡線延長。